# The Daily Stormer
The Daily Stormer («Дейли стормер», с англ. — «Ежедневный штурмовик») — американский форум неонацистов, сторонников идеи превосходства белых и отрицателей Холокоста, который выступает за геноцид евреев. Сайт считает себя частью движения альтернативных правых. Создан Эндрю Энглином 4 июля 2013 в качестве замены своего прежнего сайта Total Fascism (с англ. — «Полный фашизм»). Свое название берет от нацистского еженедельника Der Stürmer, который выходил в период с 1923 по 1945 год.
Сайт известен использованием интернет-мемов, в чём он сравнивается с 4chan и из-за чего он считается привлекательным для более молодой и разнообразной по своим идеологическим взглядам аудитории. Одни белые националисты одобряют The Daily Stormer за широту охвата аудитории, в то время как другим не нравится его содержание и тон и они обвиняют Энглина в том, что он провокатор, дискредитирующий «подлинный белый национализм».
После того, как сайт был закрыт в августе 2017 года (вследствие оскорбительных комментариев Энглина о погибшей в результате беспорядков в Шарлотсвилле), он был перенесён в зону .ru, но менее, чем через сутки сайт был лишён домена по распоряжению Роскомнадзора, после чего был перемещен в зону персональных сайтов .name. The Daily Stormer активен в социальной сети ВКонтакте.